# Sainte-Valière
Sainte-Valière – miejscowość i gmina we Francji, w regionie Oksytania, w departamencie Aude.
Według danych na rok 1990 gminę zamieszkiwały 392 osoby, a gęstość zaludnienia wynosiła 61 osób/km² (wśród 1545 gmin Langwedocji-Roussillon Sainte-Valière plasuje się na 570. miejscu pod względem liczby ludności, natomiast pod względem powierzchni na miejscu 937.).